# Blue Moon of Kentucky
«Blue Moon of Kentucky» (en español: «Luna Azul de Kentucky», es una canción de música country (bluegrass) originalmente compuesta en 1947 por Bill Monroe. Aunque la versión más popular es la interpretada por Elvis Presley.

## Elvis Presley
Elvis Presley le cambió totalmente el ritmo a esta canción al hacerla rock and roll (rockabilly) y fue de sus primeras canciones en vivo, la primera vez que la tocó fue sobre la caja de un camión y una multitud de adolescentes escuchaban animados. Fue lanzado en julio de 1954 como lado B de "That's All Right".

## The Beatles
En los años 1960 el grupo británico The Beatles toma esta canción y la toca con la versión de Elvis Presley, sin embargo, nunca grabaron una versión de estudio de esta pista. 
Durante las sesiones del proyecto Anthology, los tres Beatles sobrevivientes (McCartney, Harrison y Starr) volvieron a interpretar esta canción durante una improvisación.

## Generación tras generación
Esta canción se ha hecho popular por cada generación que pasa, tal es el caso de Bill, Elvis y los Beatles, 40s, 50s y 60, es una canción popular hablando de country o rockabilly.
Existe otra versión de sonido «acústico» grabada en 2002 por los Hot Tuna y publicada en su disco Live at Sweetwater Two.